# Руново (Західнопоморське воєводство)
Руново (пол. Runowo, нім. Ruhnow) — село в Польщі, у гміні Венґожино Лобезького повіту Західнопоморського воєводства.
Населення — 364 особи (2011).
У 1975-1998 роках село належало до Щецинського воєводства.

## Демографія
Демографічна структура станом на 31 березня 2011 року:
|          | Загалом | Допрацездатний вік | Працездатний вік | Постпрацездатний вік |
| -------- | ------- | ------------------ | ---------------- | -------------------- |
| Чоловіки | 170     | 42                 | 109              | 19                   |
| Жінки    | 194     | 42                 | 110              | 42                   |
| Разом    | 364     | 84                 | 219              | 61                   |